# احتياطيات النفط في فنزويلا
تعتبر احتياطيات النفط المؤكدة في فنزويلا الأكبر في العالم، إذ بلغ الإجمالي 300 مليار برميل (4.8 × 1010 م3) اعتبارًا من 1 يناير 2014. تشير طبعة 2019 من المراجعة الإحصائية لشركة بي بي للطاقة العالمية إلى أن إجمالي الاحتياطيات المؤكدة لفنزويلا يبلغ 303.3 مليار برميل (أكثر بقليل من احتياطيات المملكة العربية السعودية البالغة 297.7 مليار برميل).
يعد النفط الخام الفنزويلي ثقيل جدًا بالمعايير الدولية، ولذلك يجب معالجة الكثير منه بواسطة مصافٍ محلية ودولية متخصصة.

## التاريخ
تأثر تطوير فنزويلا لاحتياطاتها النفطية بالاضطرابات السياسية. في أواخر عام 2002، أضرب نحو نصف العاملين في شركة النفط الوطنية الفنزويلية، وبعد ذلك قامت الشركة بفصل 18,000 منهم، ما أدى إلى استنزاف المعرفة والخبرة الفنية للشركة.

### النمو
اعتبارًا من عام 2006، كانت فنزويلا إحدى أكبر موردي النفط إلى الولايات المتحدة، إذ كانت ترسل نحو 1.4 مليون برميل يوميًا (220 × 103 م3/يوم) إلى الولايات المتحدة.
في أكتوبر 2007، قالت الحكومة الفنزويلية إن احتياطياتها المؤكدة من النفط بلغت 100 مليار برميل (16×109 م3). قالت وزارة الطاقة والنفط إنها وثّقت 12.4 مليار برميل إضافي (2.0×109 م3) من الاحتياطيات المؤكدة في منطقة فاجا ديل أورينوكو في البلاد. في فبراير 2008، بلغ احتياطي النفط الفنزويلي المؤكد 172 مليار برميل (27×109 م3). بحلول عام 2009، أبلغت فنزويلا عن 211.17 مليار برميل (3.3573 × 1010 م3) من احتياطيات النفط التقليدية، وهو أكبر احتياطي نفطي في أمريكا الجنوبية. مع نهاية عام 2015، قُدِّر إجمالي احتياطيات النفط المؤكدة في فنزويلا بنحو 300.9 مليار برميل.
في عام 2008، بلغ صافي صادراتها من النفط 1.189 ألف برميل في اليوم (189,000 م3/يوم) إلى الولايات المتحدة. نتيجةً لغياب الشفافية في حسابات البلاد، يصعب تحديد المستوى الحقيقي لإنتاج فنزويلا من النفط، ولكن محللي منظمة أوبك يقدرون أنها أنتجت نحو 2.47 ألف برميل في اليوم (393,000 م3/يوم) من النفط في عام 2009، وهو ما يمنحها 234 سنة من استمرارية الإنتاج بالمعدلات الحالية. في عام 2010، أفادت التقارير أن فنزويلا أنتجت 3.1 مليون برميل من النفط يوميًا وصدّرت 2.4 مليون برميل من هذا النفط يوميًا. أدخلت صادرات النفط هذه 61 مليار دولار لفنزويلا. مع ذلك، لم تكن فنزويلا تمتلك سوى 10.5 مليار دولار من الاحتياطيات الأجنبية فقط، ما يعني أن ديونها بقيت تبلغ 7.2 مليار دولار بحلول عام 2015.

## الانهيار
بعد انهيار النفط في عام 2014، «انزلقت فنزويلا إلى حالة من الفوضى مع تضخم مفرط ونقص حاد في معظم السلع واشتباكات في الشوارع وفرار العديد من الناس إلى بلدان أخرى». كانت فنزويلا تمتلك سلسلة سيتغو للنفط لكن عقوبات الولايات المتحدة اعتبارًا من عام 2019 منعت فنزويلا من الاستفادة الاقتصادية من شركة سيتغو. في عام 2019، كانت فنزويلا من بين أكثر الدول المصدرة للنفط التي خسرت من معدلات الانتقال الطاقي؛ إذ احتلت المرتبة 151 من بين 156 دولة في مؤشر المكاسب والخسائر الجيوسياسية.
كان يُتوقع أن يبلغ صافي صادرات فنزويلا من النفط «نحو 2.3 مليار دولار» بحلول نهاية عام 2020، بينما كانت فنزويلا قبل عقد من الزمن «أكبر منتج في أمريكا اللاتينية، فقد كانت تكسب نحو 90 مليار دولار سنويًا» من هذه الصادرات. أشار مقال في صحيفة نيويورك تايمز إلى أنه في أكتوبر 2020، «لأول مرة منذ قرنٍ، لا توجد حفارات تبحث عن النفط في فنزويلا».